# Jeff Schultz
Jeff Schultz (* 25. února 1986 v Calgary, Alberta) je bývalý kanadský hokejový obránce.

## Hráčská kariéra
S hokejem začínal v rodném městě Calgary. Byl draftován v roce 2004 v 1. kole, celkově 27. týmem Washington Capitals. Ještě předtím, než byl draftován hrával čtyři roky v západní juniorské lize WHL za klub Calgary Hitmen. 31. srpna 2005 podepsal tříletou smlouvu s týmem Washington Capitals. V závěrečné fázi sezóny 2005/06 poprvé nastoupil za seniorský tým, přesněji na farmě Capitals v Hershey Bears, za které odehrál zápasy jen v playoff a pomohl k zisku Calder Cupu. Debut v nejprestižnější hokejové lize odehrál 22. prosince 2006 proti New Jersey Devils. Ve Washingtonu odehrál 38 zápasů, na farmě o šest zápasů více. Od sezóny 2007/08 pravidelně nastupuje do zápasů NHL a stal se pilířem obrany Caps. 16. července 2009 prodloužil smlouvu s Capitals o jeden rok. Skvělou sezónu s týmem prožil v ročníku 2009/10, nejen že s týmem poprvé v historii vybojovali týmovou trofej Presidents' Trophy, ale stal se nejlepším hráčem v kladných bodech za pobyt na ledě, čímž získal cenu NHL Plus/Minus Award. Tímto se stal rovněž prvním hráčem v Capitals, který tohoto ocenění dosáhl. 7. července 2010 prodloužil smlouvu s Capitals o další tři roky s platem 2 750 000 dolarů.
Po horšících se výkonech Schultze v červenci 2013 před poslední sezónou Capitals vykoupili ze smlouvy a jako volný hráč podepsal smlouvu s Los Angeles Kings. Většinu utkání v organizaci Kings však mezi lety 2013–2016 odehrál v AHL za Manchester Monarchs, respektive Ontario Reign. V roce 2014 byl povolán k sedmi zápasům úspěšného play-off a jeho jméno je po žádosti Kings o výjimku z podmínek vyryto na Stanley Cupu. V červenci 2016 podepsal roční kontrakt s Anaheim Ducks. Celou sezónu ale odehrál za jejich farmu San Diego Gulls a po konci smlouvy podepsal pro následující ročník, po kterém ukončil kariéru, smlouvu přímo s Gulls.

## Ocenění a úspěchy
- 2006 WHL – Druhý All-Star Tým
- 2010 NHL – Plus/Minus Award

## Prvenství
- Debut v NHL – 22. prosince 2006 (Washington Capitals proti New Jersey Devils)
- První asistence v NHL – 26. ledna 2007 (Carolina Hurricanes proti Washington Capitals)
- První gól v NHL – 29. října 2007 (Toronto Maple Leafs proti Washington Capitals, finskému brankáři Vesa Toskala)

## Klubové statistiky
| Sezóna       | Klub                | Soutěž       |     | Základní část | Základní část | Základní část | Základní část | Základní část |   | Play off | Play off | Play off | Play off | Play off |
| Sezóna       | Klub                | Soutěž       | Z   | G             | A             | B             | TM            | Z             | G | A        | B        | TM       |          |          |
| 2000/2001    | Calgary Hawks       | CBHL         | 27  | 7             | 8             | 15            | 20            | —             | — | —        | —        | —        |          |          |
| 2001/2002    | Calgary Rangers     | CBHL         | 27  | 5             | 18            | 23            | 42            | —             | — | —        | —        | —        |          |          |
| 2002/2003    | Calgary Hitmen      | WHL          | 50  | 2             | 1             | 3             | 4             | 4             | 0 | 0        | 0        | 0        |          |          |
| 2003/2004    | Calgary Hitmen      | WHL          | 72  | 11            | 24            | 35            | 33            | 7             | 1 | 1        | 2        | 0        |          |          |
| 2004/2005    | Calgary Hitmen      | WHL          | 72  | 2             | 27            | 29            | 31            | 12            | 2 | 1        | 3        | 6        |          |          |
| 2005/2006    | Calgary Hitmen      | WHL          | 68  | 7             | 33            | 40            | 36            | 13            | 4 | 6        | 10       | 6        |          |          |
| 2005/2006    | Hershey Bears       | AHL          | —   | —             | —             | —             | —             | 7             | 1 | 3        | 4        | 4        |          |          |
| 2006/2007    | Hershey Bears       | AHL          | 44  | 2             | 10            | 12            | 39            | 19            | 0 | 1        | 1        | 18       |          |          |
| 2006/2007    | Washington Capitals | NHL          | 38  | 0             | 3             | 3             | 16            | —             | — | —        | —        | —        |          |          |
| 2007/2008    | Washington Capitals | NHL          | 72  | 5             | 13            | 18            | 28            | 2             | 0 | 0        | 0        | 2        |          |          |
| 2007/2008    | Hershey Bears       | AHL          | 1   | 0             | 0             | 0             | 0             | —             | — | —        | —        | —        |          |          |
| 2008/2009    | Washington Capitals | NHL          | 64  | 1             | 11            | 12            | 21            | 1             | 0 | 0        | 0        | 0        |          |          |
| 2009/2010    | Washington Capitals | NHL          | 73  | 3             | 20            | 23            | 32            | 7             | 0 | 1        | 1        | 4        |          |          |
| 2010/2011    | Washington Capitals | NHL          | 72  | 1             | 9             | 10            | 12            | 9             | 0 | 0        | 0        | 6        |          |          |
| 2011/2012    | Washington Capitals | NHL          | 54  | 1             | 5             | 6             | 12            | 10            | 0 | 0        | 0        | 2        |          |          |
| 2012/2013    | Washington Capitals | NHL          | 26  | 0             | 3             | 3             | 12            | —             | — | —        | —        | —        |          |          |
| 2013/2014    | Manchester Monarchs | AHL          | 67  | 2             | 11            | 13            | 32            | 2             | 0 | 0        | 0        | 2        |          |          |
| 2013/2014    | Los Angeles Kings   | NHL          | —   | —             | —             | —             | —             | 7             | 0 | 0        | 0        | 0        |          |          |
| 2014/2015    | Los Angeles Kings   | NHL          | 9   | 0             | 1             | 1             | 4             | —             | — | —        | —        | —        |          |          |
| 2014/2015    | Manchester Monarchs | AHL          | 52  | 3             | 13            | 16            | 30            | 14            | 0 | 3        | 3        | 10       |          |          |
| 2015/2016    | Los Angeles Kings   | NHL          | 1   | 0             | 0             | 0             | 0             | —             | — | —        | —        | —        |          |          |
| 2015/2016    | Ontario Reign       | AHL          | 66  | 3             | 15            | 18            | 24            | 11            | 1 | 3        | 4        | 2        |          |          |
| 2016/2017    | San Diego Gulls     | AHL          | 65  | 0             | 15            | 15            | 18            | 10            | 0 | 1        | 1        | 2        |          |          |
| 2017/2018    | San Diego Gulls     | AHL          | 36  | 1             | 5             | 6             | 12            | —             | — | —        | —        | —        |          |          |
| Celkem v NHL | Celkem v NHL        | Celkem v NHL | 409 | 11            | 65            | 76            | 137           | 36            | 0 | 1        | 1        | 14       |          |          |

## Reprezentace
| Rok                       | Tým                       | Soutěž                    | Z | G | A | B | TM |
| ------------------------- | ------------------------- | ------------------------- | - | - | - | - | -- |
| 2004                      | Kanada 18                 | MS-18                     | 7 | 0 | 0 | 0 | 2  |
| Juniorská kariéra celkově | Juniorská kariéra celkově | Juniorská kariéra celkově | 7 | 0 | 0 | 0 | 2  |